# Laura Jure
Laura Judith Jure (Oncativo, Córdoba, Argentina, 2 de marzo de 1981) es contadora y política argentina. Desempeña el cargo de Ministra de Desarrollo Social y Promoción del Empleo.
Fue Ministra de Empleo y de la Economía Familiar, Ministra de Hábitat y Economía Familiar, Secretaría de Equidad y Empleo y Presidenta de la Fundación Banco de Córdoba.

## Biografía
Nació en la ciudad de Oncativo el 2 de marzo de 1981.  A sus 18 años se instaló en la Ciudad de Córdoba para trabajar en la Legislatura de Córdoba y para cursar sus estudios en la Universidad Nacional de Córdoba donde, en el año 2004, se graduó como Contadora Pública y en 2007 como Magister en Política y Gestión de Desarrollo Local. Tiene dos hijas.
Desde 1999 hasta 2002 fue secretaria privada y asesora parlamentaria en la Legislatura de Córdoba. Además, se desempeñó como asesora para diversas comisiones, y como consultora en distintos municipios de la provincia de Córdoba. Desde 2005 comenzó a ejercer libremente su profesión y fue Subdirectora de Administración y Prosecretaria Administrativa en la Legislatura. Desde el año 2008 fue consultora del Banco Interamericano de Desarrollo (BID) y luego se desempeñó como Jefa de Área, Presupuesto y Contable de la Secretaría de Ambiente y el Ministerio de Agua, Ambiente y Energía en 2010 y 2012 respectivamente. También formó parte del Ministerio de Salud a cargo de la Subsecretaría de Gestión y Asistencia Social y luego de la Secretaría de Coordinación y Gestión Administrativa. Desde diciembre de 2017 fue Secretaria de Equidad y Promoción del Empleo. Desde 2019 Ministra de Promoción del Empleo y de la Economía Familiar y presidenta de la Fundación Banco de Córdoba. Luego se desempeñó como Ministra de Hábitat y Economía Familiar. Actualmente forma parte del gabinete del Gobierno de la Provincia de Córdoba, como Ministra de Desarrollo Social y Promoción del Empleo.

## Ministerio de Desarrollo Social y Promoción del Empleo
A través del Ministerio de Desarrollo Social y Promoción del Empleo, el Gobierno de la Provincia de Córdoba tiene como objetivo promover el bienestar social a través de programas y proyectos que garanticen el desarrollo integral de la familia y el fortalecimiento de la alianza estratégica del Estado con la sociedad civil. Algunos de los programas insignias y pioneros que son reconocidos a nivel nacional e internacional son: los programas de empleo PPP, PILA, Por Mí; Tu Casa Tu Escritura, Banco de la Gente, Córdoba Emprendedora, CBA Me Capacita, entre otros. 